# Marsac (Creuse)
Marsac ist eine Gemeinde in Frankreich. Sie gehört zur Region Nouvelle-Aquitaine, zum Département Creuse, zum Arrondissement Guéret und zum Kanton Le Grand-Bourg. Die Bewohner nennen sich Marsacois oder Marsacoise(s).

## Geografie und Infrastruktur
Marsac hat einen Bahnhof an der Bahnstrecke Montluçon–Saint-Sulpice-Laurière und wird von Zügen des Transport express régional nach Limoges und Guéret bedient. Die Gemeinde ist aus den Dörfern L’Âge, L’Aviation, Le Bois-Neuf, Le Breuil, La Brousse, La Chaise, Combe-Chanon, Le Galateau, La Gasne-des-Rorgues, Les Grands-Moulins, Lagemard, Malval, Le Mont, La Pérelle, Les Quatre-Routes, Ransonnet, Le Rhet, Les Rivailles, Les Rorgues, Les Souliers, Sous-Fransour, Villechenour und Villejague zusammengesetzt. Sie grenzt im Nordwesten an Fursac mit Saint-Étienne-de-Fursac, im Norden an Le Grand-Bourg, im Nordosten an Bénévent-l’Abbaye, im Osten an Mourioux-Vieilleville und im Süden an Arrènes.

## Bevölkerungsentwicklung
| Jahr      | 1962 | 1968 | 1975 | 1982 | 1990 | 1999 | 2008 | 2012 |
| --------- | ---- | ---- | ---- | ---- | ---- | ---- | ---- | ---- |
| Einwohner | 868  | 854  | 857  | 766  | 781  | 727  | 707  | 678  |

## Sehenswürdigkeiten
Die Megalithanlagen Dolmen von Quatre Routes und Bois Neuf III liegen in Marsac.